# Iron Beam
Iron Beam (hebräisch קֶרֶן בַּרְזֶל; keren barzel, dt. eiserner Strahl), offiziell hebräisch מגן אור (magen or, dt. Lichtschild), ist ein Luftverteidigungssystem mit Energiewaffen, das im Februar 2014 vom israelischen Verteidigungsunternehmen Rafael Advanced Defense Systems auf der Singapore Airshow vorgestellt wurde.
Das System ist für die Zerstörung von Kurzstreckenraketen, Artillerie und Mörsergranaten ausgelegt. Außerdem könnte das System auch unbemannte Luftfahrzeuge abfangen. Iron Beam wird das fünfte Element von Israels integriertem Luftverteidigungssystem sein, zusätzlich zu den Arrow-Raketen 2 und 3, David’s Sling und Iron Dome.

## Eigenschaften
Iron Beam verwendet einen Faserlaser, um ein Ziel in der Luft zu zerstören. Ob als eigenständiges System oder mit externer Steuerung als Teil eines Luftverteidigungssystems, eine Bedrohung wird von einem Überwachungssystem erkannt und von Fahrzeugplattformen verfolgt, um sie anzugreifen. Die Hauptvorteile einer gerichteten Energiewaffe gegenüber konventionellen Abfangraketen sind niedrigere Kosten pro Schuss, eine unbegrenzte Anzahl von Abschüssen, geringere Betriebskosten und weniger Personal. Es fallen zudem keine Abfangjäger-Trümmer auf das zu schützende Gebiet herunter. Die Kosten liegen bei etwa 2.000 US-Dollar pro Schuss; im Gegensatz zu 100.000 bis 150.000 US-Dollar pro Abfangraketenabschuss.
Das System hat eine Reichweite von bis zu 7 km (4,3 mi), was für das Iron-Dome-System zu nah ist, um Geschosse effektiv abzufangen.
Im Jahr 2016 wurde berichtet, dass die Laserleistung „einige Dutzend Kilowatt“ beträgt. Offizielle Informationen liegen zwar nicht vor, aber einem Bericht aus dem Jahr 2020 zufolge soll Iron Beam eine maximale Reichweite von bis zu 7 km haben und Raketen, unbemannte Luftfahrzeuge wie Drohnen und Mörsergranaten etwa vier Sekunden nach dem Kontakt der beiden Hochenergie-Glasfaserlaser mit ihrem Ziel zerstören können. 2023 erreicht die Energieleistung 100 kW oder mehr, und der Strahl konnte auf den Durchmesser einer Münze in 10 km Entfernung fokussieren.
Im Jahr 2016 wurde Iron Beam hauptsächlich vom israelischen Verteidigungsministerium finanziert. Rafael verfolgte das Ziel, die Reichweite des Systems zu erhöhen und Partnerschaften mit anderen Unternehmen einzugehen, um den Prototyp weiterzuentwickeln.

## Entwicklung
Das System basiert auf fünf Jahren Forschungs- und Entwicklungsarbeit im Bereich der Festkörperlaser und wurde von Rafael entwickelt, vom Verteidigungsministerium finanziert und von den Vereinigten Staaten unterstützt. Eine Iron-Beam-Batterie besteht aus einem Luftverteidigungsradar, einer Kommando- und Kontrolleinheit (C2) und zwei HEL-Systemen (High Energy Laser). Ursprünglich sollte sie mobil sein und eigenständig eingesetzt werden können, wurde aber später aus Gründen des Gewichts und der Leistungsverfügbarkeit nicht mobil gemacht und in Iron Dome integriert, um die Komplexität zu verringern.
Zwei Laserkanonen sollen anfangs eine Leistung von 100 bis 150 kW erbringen.
Das System wurde am 11. Februar 2014 auf der Singapore Airshow vorgestellt.
Im April 2022 gaben das israelische Verteidigungsministerium und Rafael bekannt, dass das System in einer Reihe von Versuchen erfolgreich Drohnen, Raketen, Mörserbomben und Panzerabwehrraketen abgeschossen hat. Das Militär drängte auf einen früheren Einsatz, möglicherweise aufgrund von Bedenken, dass nicht genügend Iron-Dome-Geschosse zur Verfügung stehen würden, um Angriffe zu bekämpfen; Premierminister Naftali Bennett sagte im Februar 2022, dass Israel das System innerhalb eines Jahres in Betrieb nehmen werde. Im Oktober 2022 erklärte Rafael jedoch, dass es voraussichtlich zwei bis drei Jahre dauern werde, bis die 100+-kW-Waffe einsatzbereit sei.
Im Mai 2023 stellte Rafael den Naval Iron Beam vor, der für die Installation auf Schiffen gedacht ist. Das System soll 100 kW auf „mehrere Kilometer“ ausstrahlen, um Schiffe vor Drohnenschwärmen und Antischiffsraketen zu schützen. Die Marineversion behält die gleichen Außenabmessungen des Turms bei und kann so konfiguriert werden, dass sie auf Schiffsaufbauten oder in Containermodulen integriert und bei Bedarf an Bord gebracht werden kann. Der Iron Beam für die Marine soll innerhalb von vier bis fünf Jahren einsatzbereit sein und zunächst auf der Korvette der Reshef-Klasse der israelischen Marine installiert werden.
Vorzeitig soll das Raketenabwehrsystem Iron Beam nunmehr zusätzlich zum Iron Dome nach dem Terrorangriff der Hamas auf Israel 2023 eingesetzt werden. Es sei eine unbegrenzte Anzahl an Abschüssen möglich, ohne dass zeitaufwendig nachgeladen werden muss;
es soll auch gegen Drohnen eingesetzt werden.